# Berlesezetes cuspidatus
Berlesezetes cuspidatus är en kvalsterart som beskrevs av Sandór Mahunka 1982. Berlesezetes cuspidatus ingår i släktet Berlesezetes och familjen Microzetidae. Inga underarter finns listade.